# عملية البرق
عملية البرق (بالإنجليزية: The Lightning Process)‏، هي برنامج تدريب شخصي مدته ثلاثة أيام، طوره اختصاصي الاعتلال العظمي البريطاني فيل باركر. يدعي باركر بفائدة هذا البرنامج لحالات مختلفة، بما في ذلك: متلازمة التعب المزمن والاكتئاب والألم المزمن.
في أواخر التسعينيات، وُضِع البرنامج الذي يهدف إلى تعليم تقنيات الاستجابة للضغوط الحادة التي يمر بها الجسم أثناء الخطر. يساعد البرنامج في إدراك الاستجابة للضغوط وتهدئتها وإدارتها على المدى الطويل. يطبق البرنامج بعض الأفكار المستمدة من البرمجة اللغوية العصبية، وكذلك عناصر التدريب على الحياة. أثار هذا البرنامج بعض الجدل، وهو مسجلة كعلامة تجارية. 

## الوصف
تتكون عملية البرق من ثلاث جلسات جماعية تُجرى على مدار ثلاثة أيام متتالية، وتستمر حوالي 12 ساعة تمامًا، على يد ممارسين مدربين.
وفقًا لفيل باركر، يعلم البرنامج المشاركين نهج الاستجابة الحادة التي يمر بها الجسم عند الخطر، ويساعدهم على معرفة وقت حدوث هذه الاستجابة وتعلم كيفية تهدئتها. تهدف التقنيات المستندة إلى الحركة والوعي الوضعي والتدريب الشخصي إلى تعديل إنتاج هرمونات الإجهاد. يمارس المشاركون سلسلة من الخطوات لإتقان سبل التهدئة. 
تعتمد عملية البرق على النظرية القائلة إن الجسم يمكن أن يعلق في حالة مستمرة من الإرهاق. قد يكون الضغط الأولي عبارة عن عدوى فيروسية أو بكتيرية أو ضغط نفسي أو صدمة، وهذا سيسبب أعراضًا جسدية بسبب الاستجابة الحادة للضغوط (استجابة الكر والفر). تعمل هذه الأعراض بعد ذلك كضغط إضافي، ما يؤدي إلى حمل زائد على الجهاز العصبي المركزي وتنشيط مزمن لاستجابة الإجهاد في الجسم. من ثم، ستتسبب المرونة العصبية في استمرار استجابة الإجهاد غير الطبيعية هذه. يحدث هذا الاضطراب في البداية على مستوى العقل غير الواعي، ولكن يستطيع المريض أن يسيطر ويؤثر بشكل واعٍ على العملية، ليتمكن نهاية المطاف من كسر هذه الحلقة.
يستند الأساس المنطقي للبرنامج إلى أفكار اختصاصي الاعتلال العظمي جيه إم ليتلجون وأندرو تايلور ستيل، فيما يتعلق بخلل تنظيم الجهاز العصبي وتلبية احتياجات العملاء بطريقة كلية بدلًا من التركيز على الأعراض فقط. يتضمن البرنامج أيضًا أفكارًا مستمدة من البرمجة اللغوية العصبية والتدريب على الحياة. تقوم الفرضية الأساسية على إمكانية تأثير الأفراد على استجاباتهم الفيزيولوجية بطرق محكومة ومتكررة. وتقترح أن هذا التنظيم الذاتي العاطفي، يمكن أن يساعد في التغلب على المرض وتحسين الصحة، إذا تابع الشخص الطريقة باستمرار. 
يدعو باركر إلى حضور الدورة التدريبية للحصول على فهم كامل للأدوات في سياق آمن وداعم، ويشدد على أن المتدرب يلعب دورًا نشطًا في التعافي (تدّعي الدورة أنها تدريب تشاركي بالكامل، وليس علاجيًا سلبيًا غير فاعل أو مجموعة من الإجابات المقدمة إلى المريض).  تدّعي الدورة التدريبية أنها ساعدت في حل حالات مختلفة، بما في ذلك: الاكتئاب ونوبات الهلع والأرق وإدمان المخدرات والألم المزمن والتصلب المتعدد. استُخدِم البرنامج كذلك في علاج متلازمة التعب المزمن.